# Mościczki
Mościczki – wieś w Polsce położona w województwie lubuskim, w powiecie gorzowskim, w gminie Witnica.
W latach 1975–1998 miejscowość administracyjnie należała do województwa gorzowskiego.